# Kuvera brunnea
Kuvera brunnea är en insektsart som först beskrevs av Dlabola 1957.  Kuvera brunnea ingår i släktet Kuvera och familjen kilstritar. Inga underarter finns listade i Catalogue of Life.